# Liubangosaurus
Liubangosaurus ("ještěr čínského císaře Liu Banga") byl rod vývojově pokročilého sauropodního dinosaura, který žil v období spodní křídy na území dnešní provincie Kuang-si na jihu Číny (souvrství Napai).

## Popis
Fosilie tohoto dinosaura sestávají z pěti artikulovaných ocasních obratlů. Mnoho informací o něm tedy zatím neznáme. Jeho fosilie byly objeveny v blízkosti fosilií většího sauropoda rodu Fusuisaurus. Typový druh L. hei byl popsán kolektivem paleontologů v roce 2010.